# DuMont Television Network
La DuMont Television Network, també anomenada DuMont Network, DuMont, Du Mont, o de manera incorrecta Dumont era una xarxa de cadenes televisives, rival de la Nacional Broadcasting Company pel primer lloc. La xarxa es va estrenar l'any 1946 als Estats Units sota el paraigües de la societat DuMont Laboratories, fabricant de materials de televisió.
Ràpidament la societat va enfrontar-se als costos prohibitius de la difusió que els reglaments de Federal Comunications Comission. no permetien compensar per creixement. Malgrat una associació amb Paramount Pictures, la societat va haver de tancar el 1956.

## Programació
- Cavalcade of Stars, sèrie d'esquetxos (-1952), esdevingut The Jackie Gleason Show (1952-1955) a l'origen de The Honeymooners
- Life Is Worth Living, emissió religiosa (1952-1956), després per l' ABC.

### Arxius
La majoria de la programació de DuMont ha estat conservada en Kinescopi per Allen B. DuMont, però diverses cintes van ser destruïdes l'any 1958 amb la finalitat de recuperar els diners de la seva composició.
Al començament dels anys 1970, una vasta llibreria de les 20.000 cintes kinescopi que tenia l' ABC, que van decidir que no servia per a res, van omplir tres camions i ho van tirar a l'Upper New York Bay. S'estima que 350 emissions completes haurien sobreviscut avui, sent propietaris d'un d'aquests organismes: UCLA Film and Television Archive a Los Angeles, Paley Center for Media a Nova York, Museum of Broadcast Comunicacions a Xicago, Internet Archive, la Biblioteca del Congrés, TV4U així com dels col·leccionistes privats.

## Afiliats

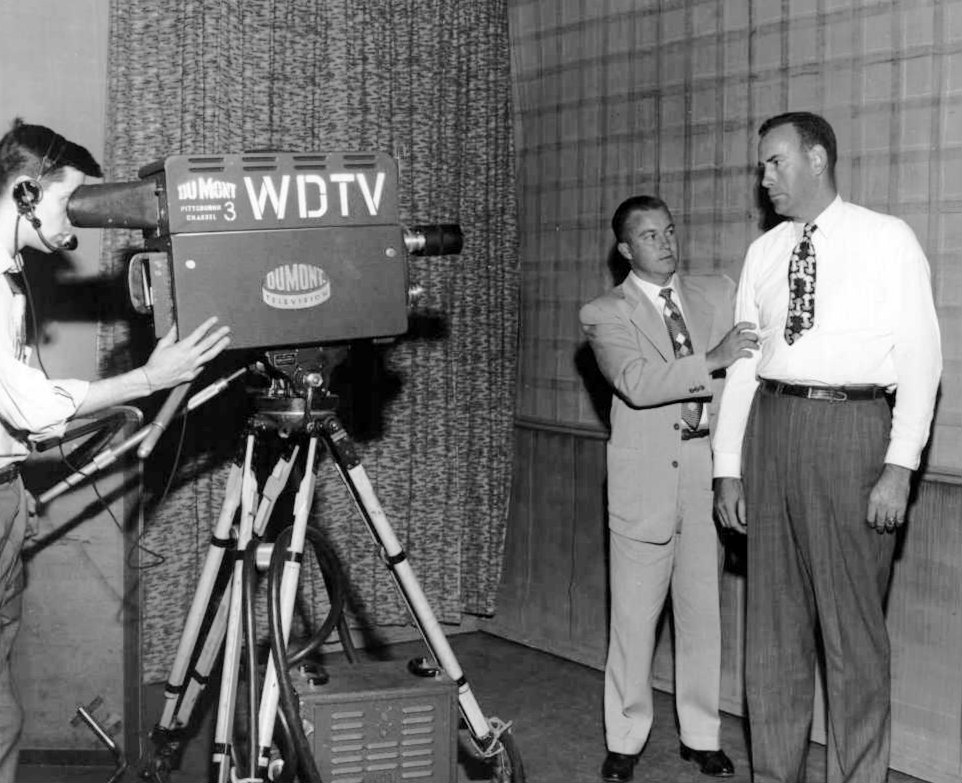
Enregistrament de l'emissió We, the People en els estudis de Pittsburgh

Estrenada l'any 1946, la xarxa es va enfrontar a nombroses trampes per estendre's. El 1948, la FCC va bloquejar totes les demandes de llicència per noves estacions amb la finalitat d'estudiar els problemes d'interferències i el desenvolupament de la banda UHF. Aquest bloqueig va acabar el juliol de 1952, amb nombroses estacions en la banda UHF, però els fabricants de televisors no van estar obligats a integrar un receptor UHF fins al 1964. Mentrestant, els propietaris de televisors havien de procurar-se un car convertidor.
La majoria de les estacions de DuMont eren sobre la banda UHF, i la xarxa tenia audiències decebedores. El 1954, la xarxa comptava aproximadament amb 200 afiliats.
L'estació principal de la xarxa era WDTV a Pittsburgh (ara KDKA-TV) sobre la banda VHF, el sisè mercat d'importància. Es trobava també els afiliats següents:
- Nova York: WABD (1944-1958, ara WNYW)
- Los Angeles: KTLA (1947-1948), KTSL (1948-1951, ara KCBS-TV), KTTV (1951-1954)
- Xicago: WGN-TV (1948-1956)
- Philadelfia: WFIL-TV (1947-1956, ara WPVI-TV)
- Dallas: KBTV (1949-1955, ara WFAA)
- San Francisco: KPIX-TV (1949-1953)